# 大阪神ビルディング
大阪神ビルディング（だいはんしんビルディング）は、大阪市北区梅田の大阪駅前にかつてあった建物である。地下で大阪梅田駅（阪神）と直結しており、阪神百貨店梅田本店が入居していた。

## 概要
1941年（昭和16年）4月23日に梅田阪神ビル（第1期工事、地上4階地下2階）として竣工、地下に阪神マートの売場を開設。
1951年（昭和26年）11月1日に阪神マートは売場を1階に拡張し、阪神百貨店と改称。
1958年（昭和33年）3月13日に第1期増築工事（地上8階地下2階)が竣工し、阪神百貨店が売場を地上8階まで拡張。
1961年（昭和36年）1月18日に大阪神ビルディングに改称。
1963年（昭和38年）6月27日に拡張工事が完了し全体竣工。
1974年（昭和49年）11月21日に阪神百貨店の売り場を拡張し、全館が阪神百貨店となり、12月28日に改造工事が完成。
2002年（平成14年）11月にリニューアル工事が竣工。
市道を挟んで南側にある新阪急ビルと一体的に再開発され、大阪梅田ツインタワーズ・サウスに建て替えられることになり、2015年（平成27年）2月18日に東側の解体工事が着手され、2018年（平成30年）6月1日に西側の解体工事が着手された。

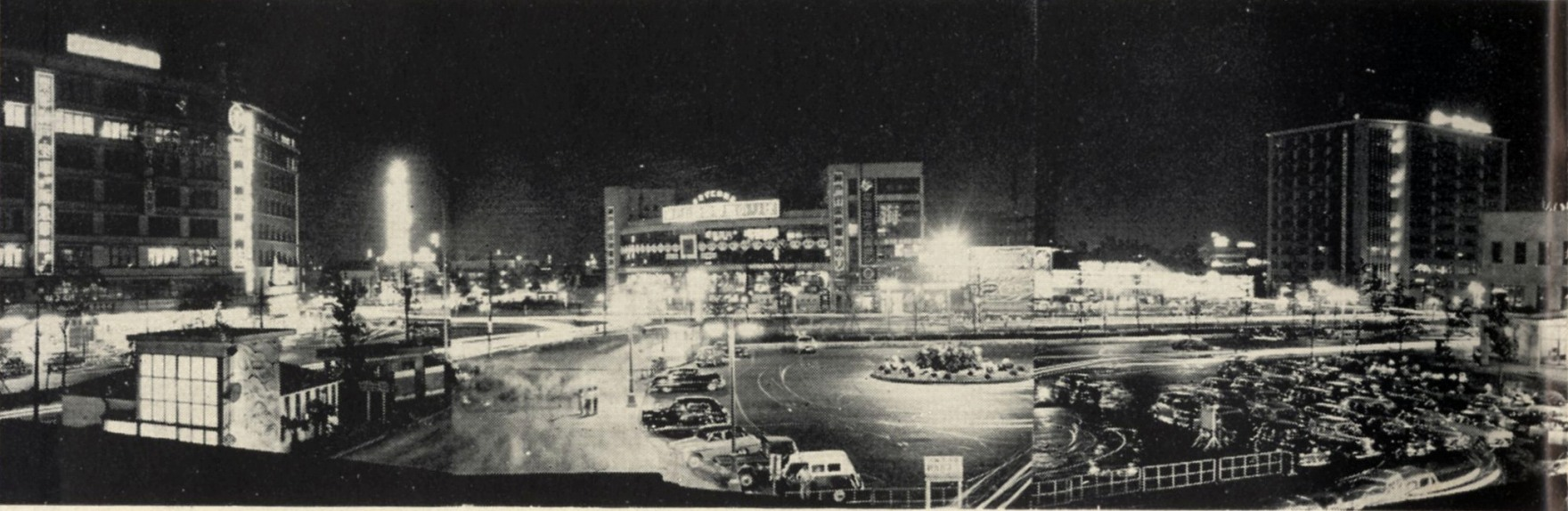
中央が梅田阪神ビル（1955年頃）
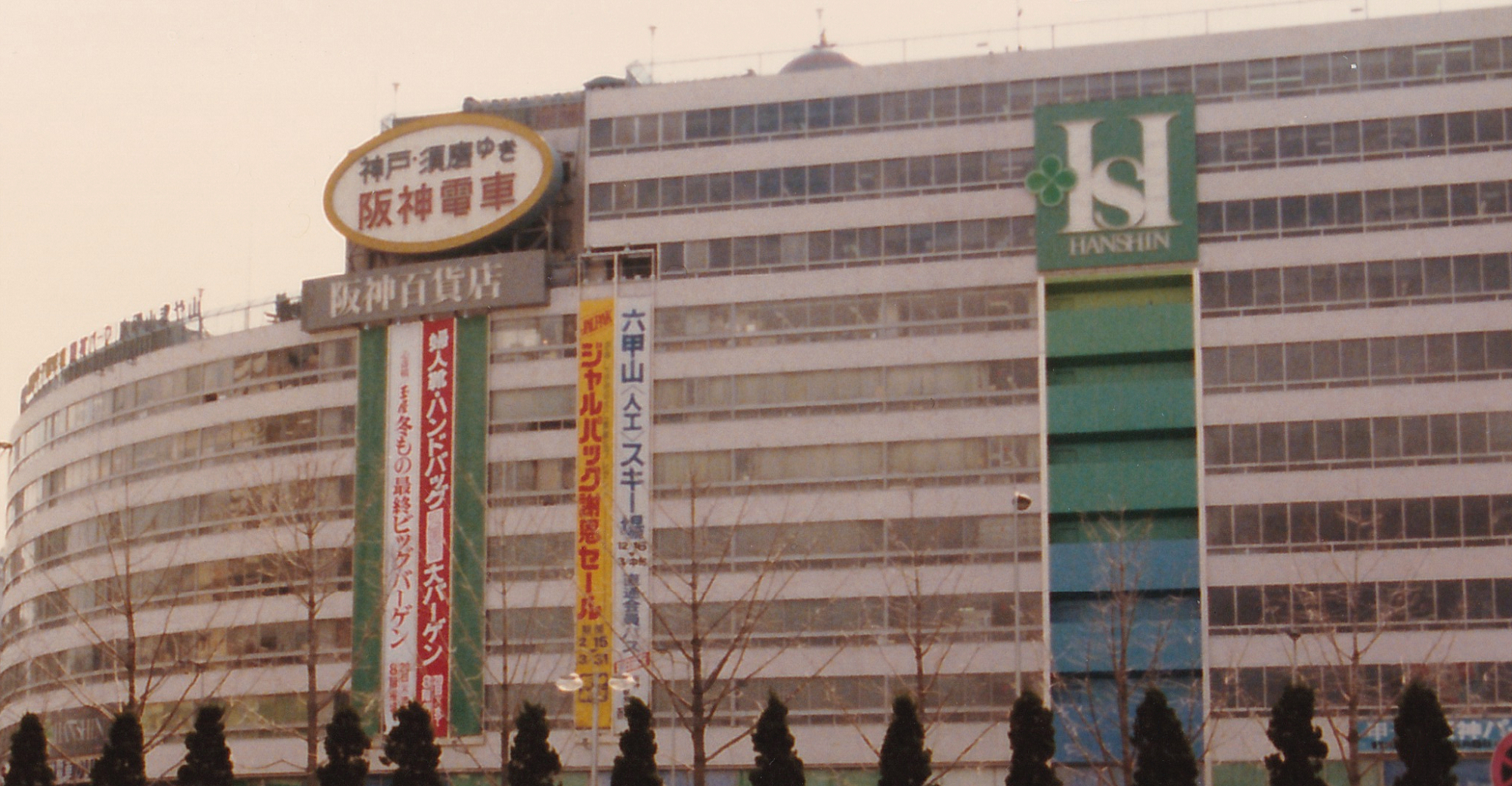
大阪神ビルディング（1979年）

## 交通
- 大阪梅田駅（阪神）
- 大阪梅田駅（阪急）
- 大阪駅
- 北新地駅
- 御堂筋